# Quellen und Darstellungen zur Geschichte Niedersachsens
Quellen und Darstellungen zur Geschichte Niedersachsens ist der Titel einer monographischen Reihe, die seit dem 19. Jahrhundert vom Historischen Verein für Niedersachsen herausgegeben wird. Die unregelmäßig erscheindenen Ausgaben erschienen
- 1883–1911 in der Hahn’schen Hofbuchhandlung in Hannover
- 1913–1915 bei Ernst Geibel in Hannover
- 1920–1942 bei Hildesheim und Leipzig bei August Lax
- 1952–1990 nur noch in Hildesheim bei Lax
- 1990–2012 in Hannover im Verlag der Hahnsche Buchhandlung und anschließend in Hannover im Wehrhahn Verlag unter der ISSN 0930-908X.[1]

Einzelne Bände ergänzen zugleich die Reihe Quellen und Forschungen zur braunschweigischen Landesgeschichte.